# Effektiver Altruismus

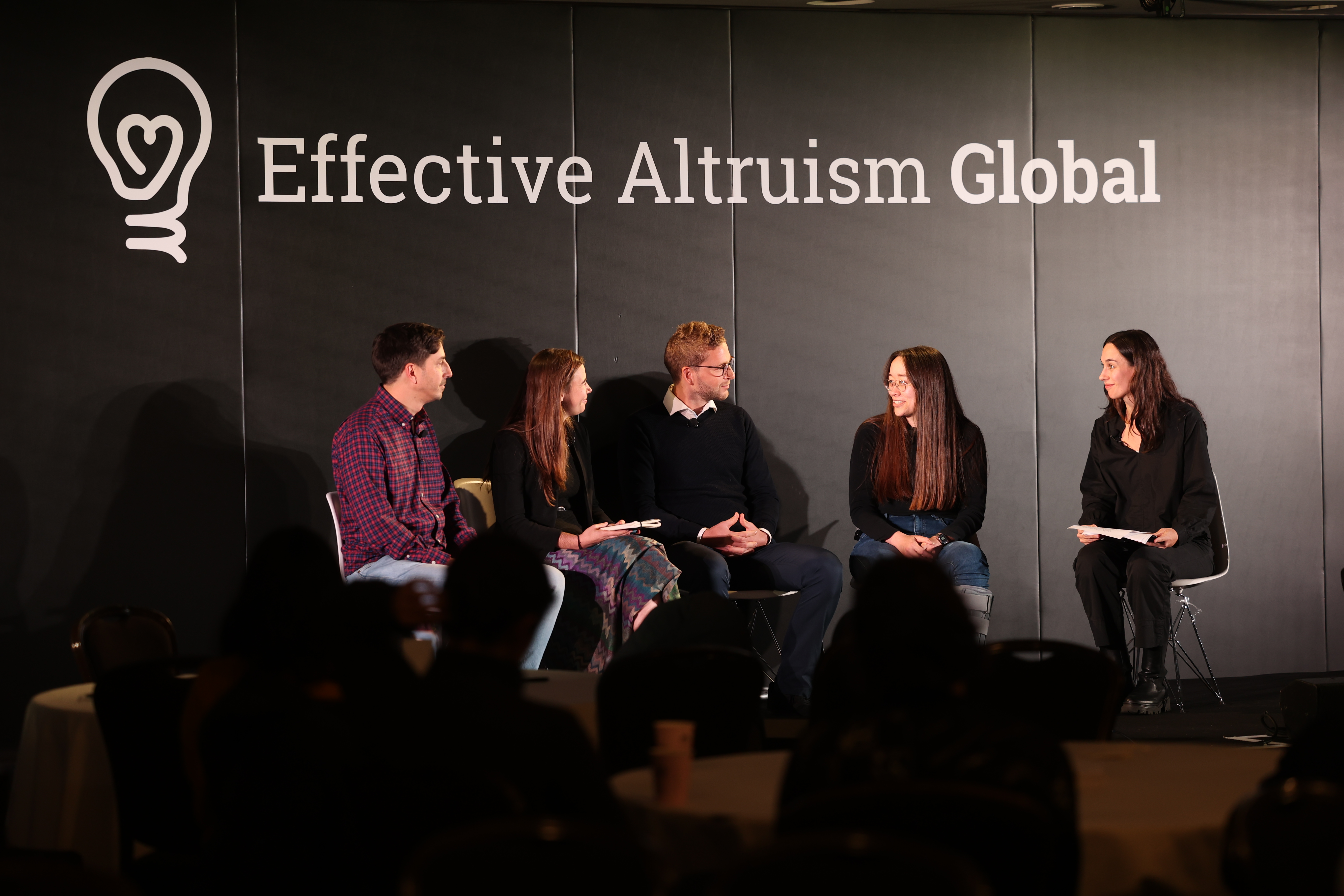
Podium mit dem Logo des Effektiven Altruismus, einer Glühlampe

Effektiver Altruismus (abgekürzt EA) beschreibt die Idee, beschränkte Ressourcen (Zeit und Geld) optimal einzusetzen, um das Leben möglichst vieler empfindungsfähiger Wesen möglichst umfassend zu verbessern. Explizit geschieht dies durch den Einsatz der eigenen Arbeitskraft oder Karriere und durch das Spenden an effektive Hilfsorganisationen. Zudem bezeichnet der Begriff eine soziale Bewegung, die um 2010 entstand und die versucht, diese Idee umzusetzen.

## Grundsätze

### Das SNT-Framework
Obwohl es sehr schwer final zu klären ist, wie viel Gutes durch eine gegebene Verwendung von Zeit und Ressourcen entsteht, nutzt der Effektive Altruismus oft Evaluierungswerkzeuge als Heuristik. Das wohl wichtigste davon ist das SNT-Framework, nach dem man drei Fragen beantworten muss, um die Wirksamkeit einer Verwendung von Zeit und Ressourcen zu beurteilen:
Als erstes wird nach der Größe des Problems gefragt (Scale). Die Größe eines Problems wird danach beurteilt, wie viele leidensfähige Wesen davon betroffen sind und in welchem Ausmaß. Das Leid von Tieren wird dabei explizit mitgedacht, gewichtet je nach Annahmen über die Leidensfähigkeit der betroffenen Wesen.
Im zweiten Schritt wird gefragt, wie vernachlässigt das Problem ist (Neglectedness). Je mehr Zeit und Geld bereits in die Lösung eines Problems investiert wird, desto weniger lässt sich durch den Einsatz zusätzlicher Ressourcen erreichen (abnehmender Grenznutzen). Bei der Arbeit an großen und vernachlässigten Problemen dagegen können zusätzliche Ressourcen viele Leben retten. Somit bekämpfen effektive Altruisten viel eher das verhältnismäßig vernachlässigte Malaria Virus, anstatt Krebsforschung zu betreiben.
Zuletzt wird gefragt, ob man die Ergebnisse der verrichteten Arbeit anschließend beurteilen kann (Tractability), denn nur wenn die Erhebung von konkreten Ergebnissen möglich ist, wird sichergestellt, dass man tatsächlich besonders effektiv eine positive Wirkung erzielt und nicht nur spekuliert. Niedrige Tractability wird allerdings in manchen Fällen in Kauf genommen, wenn Scale und Neglectedness hoch genug sind. So ist es in vielen Fällen schwer, die genaue Wirkung zu evaluieren, wenn etwa ein Forschungsteam versucht, das Risiko von katastrophalen globalen Pandemien zu reduzieren. Da die Gefahr eines solchen Ereignisses jedoch potenziell von existenziellem Ausmaß wäre, gibt man sich hier auch mit qualifizierten Einschätzungen der Wirkung zufrieden.
Das SNT Framework wird auch oft in Abwandlungen oder unter anderen Namen verwendet. Oft werden zusätzliche Faktoren berücksichtigt. Ein solcher Faktor ist die Lösbarkeit oder Solvability eines Problems (Wie leicht oder schwer ist es überhaupt, das Problem zu lösen?), denn die Lösbarkeit kann maßgeblich darüber entscheiden, ob eine positive Wirkung erzielt werden kann. Solvability ersetzt in manchen Versionen des Frameworks Neglectedness. Oft wird auch nach den Opportunitätskosten gefragt (Gibt es einen strikt besseren Einsatz der Ressourcen?) und nach dem kontrafaktischen Ereignis (Wenn wir das Projekt nicht durchführen, würde es jemand anderes tun?), oder im Kontext der Berufswahl nach der persönlichen Eignung. Allgemein lässt sich das Framework als erweitertes, kontextspezifisches Modell der Kosten-Wirksamkeits-Analyse beschreiben.

### Priorisierung von Problemen
Effektive Altruisten halten die Priorisierung von Problemen (z. B. Armut, Krankheiten, Ungleichheit, mangelnde Bildung) für entscheidend, um anschließend bei der Lösung der wichtigsten Probleme die größtmögliche Verbesserung zu bewirken.
Die Effizienz- und Evidenzüberprüfung von Hilfsmaßnahmen steht dabei im Mittelpunkt. Zwar ist dies im Bereich der Non-Profit-Organisationen zum Teil bereits Praxis, allerdings findet eine solche Überprüfung in der Regel nur innerhalb bestimmter Themenfelder statt, zum Beispiel im Bereich Bildung oder Klimawandel. Die kritische Analyse und der Vergleich unterschiedlicher Themenfelder soll die Verschwendung knapper Hilfsressourcen vermeiden. Effektive Altruisten stellen daher nicht ein bestimmtes Problem (z. B. Tierwohl oder Menschenrechte) an den Anfang ihrer Hilfsüberlegungen. Stattdessen wählen sie zunächst das Problem selbst nach Effizienzgesichtspunkten aus. Dies geschieht meist unter Zuhilfenahme des SNT-Frameworks.
Mehrere Organisationen aus der Bewegung des Effektiven Altruismus forschen an der Priorisierung von Problemen. Viele Effektive Altruisten denken, dass zu den wichtigsten Problemen die Armut in Entwicklungsländern, das Leid von Tieren in der Massentierhaltung und existentielle Risiken für die langfristige Zukunft der Menschheit zählen.

### Unparteilichkeit
Effektive Altruisten sind der Ansicht, dass das Leben aller Menschen gleich wertvoll ist.
Auch ist die Ansicht verbreitet, dass den Interessen von Tieren das gleiche moralische Gewicht wie vergleichbaren Interessen von Menschen zukommt und man daher das Leiden von Tieren, z. B. in der Massentierhaltung, verhindern sollte.
Darüber hinaus sind viele Effektive Altruisten der Meinung, dass zukünftige Generationen den gleichen moralischen Wert haben werden wie Menschen, die jetzt leben. Deshalb konzentrieren sie sich auch auf die Verringerung der existentiellen Risiken für die Menschheit.

### Kontrafaktische Argumentation
Effektive Altruisten verwenden kontrafaktische Argumente, um herauszufinden, welche Handlungen die positiven Auswirkungen maximieren.
Effektive Altruisten vergleichen die Menge an Gutem, das jemand in einer konventionellen altruistischen Karriere (z. B. als Arzt) tun könnte, mit der Situation, in der der gleiche Job mit dem nächstbesten Kandidaten besetzt würde. Diese Argumentation baut auf der beruflichen Ersetzbarkeit auf und deutet darauf hin, dass die Auswirkungen bei der Wahl einer konventionellen altruistischen Karriere kleiner sind, als sie zunächst scheinen.
Konkret berät die EA-verbundene Organisation 80.000 Hours Menschen, die an Karrieren mit positiver Wirkung interessiert sind. Die Empfehlungen variieren mit der persönlichen Eignung und anderen Faktoren, generell werden aber meist weniger offensichtliche Karrierewege empfohlen, um Gutes zu erwirken. Den meisten Interessenten wird nahegelegt, sich mit einem der aus Sicht des EA-Frameworks vernachlässigten Themenfelder zu befassen. Menschen mit medizinischem Hintergrund könnte z. B. empfohlen werden, sich mit der Prävention zukünftiger Pandemien zu befassen.
Für Effektive Altruisten mit der entsprechenden persönlicher Passung (personal fit) wird die Strategie des professionellen Spendens (earning to give) vorgeschlagen. Sie besteht darin, eine hoch bezahlte Karriere mit dem Ziel anzustreben, möglichst viel des verdienten Geldes für wohltätige Zwecke zu spenden. Einige Effektive Altruisten argumentieren auf Grundlage der Ersetzbarkeit, dass die marginalen Auswirkungen von potentiell unethischem Verhalten in solch einer lukrativen Karriere (z. B. unethisches Verhalten als Investmentbanker) gering sind. Wenn die Karriere nicht eingeschlagen würde, dann würde jemand anderes die Arbeit annehmen und den gleichen Schaden verursachen. Die positiven Auswirkungen der Spenden sind hingegen kontrafaktisch groß, da die andere Person wahrscheinlich keine großen Beträge effektiv gespendet hätte.

### Die Ansichten über übergebührliche (supererogatorische) Handlungen
Mehrere einflussreiche Philosophen des Effektiven Altruismus, darunter Peter Singer und Peter Unger, lehnen die Ansicht ab, dass die Spende für wohltätige Zwecke übergebührlich ist. Eine übergebührliche Handlung ist eine solche, die gut, aber nicht moralisch geboten ist. Effektive Altruisten bestreiten zwar nicht grundsätzlich die Existenz von übergebührlichen Wohltaten. Spenden an Wohltätigkeitsorganisationen, die sehr effektiv den ärmsten Menschen in der Welt helfen, halten sie jedoch für moralisch geboten. Singer und Unger verwenden beide verschiedene Gedankenexperimente, um diesen Punkt zu veranschaulichen. Die Grundstruktur des Gedankenexperimentes ist, dass eine Person in tödlicher Gefahr angetroffen wird, der mit wenig Aufwand geholfen werden könnte. Ohne Hilfe würde die Person sterben. Die meisten Leute sagen, es wäre moralisch falsch, nicht zu helfen. Singer und Unger schließen daraus, dass es moralisch falsch ist, nicht an Wohltätigkeitsorganisationen zu spenden, die ein Menschenleben mit wenig Ressourcen retten können. Dieses Argument setzt voraus, dass die räumliche Distanz zu einer Person sich nicht darauf auswirkt, ob ihr geholfen werden muss. Die meisten Effektiven Altruisten halten räumliche Distanz für eine arbiträre und moralisch irrelevante Kategorie. Dies ist ein Schlüsselprinzip des Effektiven Altruismus.

## Organisationen und priorisierte Probleme
Der Effektive Altruismus ist prinzipiell daran interessiert an den Problemen zu arbeiten, bei denen am meisten Gutes bewirkt werden kann. Dafür werden verschiedene Probleme miteinander verglichen und dasjenige ausgewählt, welches den vielversprechendsten Erwartungswert bezüglich einer Maximierung des Guten (Leidminimierung) hat. In der Praxis haben sich Mitglieder der Bewegung vorwiegend auf die folgenden Problembereiche fokussiert:

### Globale Armut
Die Bekämpfung der globalen Armut war der Fokus einiger der frühesten und prominentesten Organisationen des Effektiven Altruismus.
Der Hilfswerk-Evaluator GiveWell untersucht die Kosteneffektivität von Hilfsorganisationen und schätzt, dass einige Hilfsorganisationen mit gleichen Ressourcen sehr viel mehr erreichen können als andere. GiveWell argumentiert, dass der Wert von Spenden im Bereich der Armutsbekämpfung und Gesundheitsfürsorge in Entwicklungsländern am Höchsten ist. Daher werden vorwiegend Organisationen aus diesen Bereichen empfohlen.
Die Organisation Giving What We Can wirbt auf Grundlage der Empfehlungen GiveWells für die kosteneffektivsten Hilfswerke zur Armutsbekämpfung. Die von dem Philosophen Peter Singer gegründete Organisation The Life You Can Save verfolgt ähnliche Ziele und ist nach seinem gleichnamigen Buch benannt.
Im deutschsprachigen Raum macht die Organisation Effektiv Spenden Teile der Empfehlungen und der Forschung von GiveWell, sowie von Evaluatoren aus anderen Themenbereichen zugänglich und bietet Spendenberatung nach den Kriterien des Effektiven Altruismus an. Dabei ist der Bereich globale Armut der Bereich, der einen Großteil des Spendenvolumens ausmacht.
Die Bewegung konzentriert sich im Handlungsbereich der globalen Armut meist auf Gesundheitsinterventionen und Geldtransfers. GiveWell kooperierte 2011 mit der Organisation Good Ventures im Rahmen des sogenannten Open Philanthropy Projects, um auch spekulativere Maßnahmen sowohl im Bereich der Armutsbekämpfung, als auch in anderen Bereichen zu erforschen und fördern. Inzwischen ist die nun Open Philantropy genannte Organisation seit 2017 eigenständig.

### Tierwohl
Viele Effektive Altruisten sehen die Reduzierung von Tierleid als eine wichtige moralische Priorität und sehen kosteneffektive Wege, die dazu beitragen. Peter Singer zitiert in einem Artikel im Guardian Schätzungen der Ernährungs- und Landwirtschaftsorganisation der Vereinten Nationen (FAO) und der Britischen Organisation Fishcount, nach denen jedes Jahr 60 Milliarden Landtiere und zwischen 1 und 2,7 Billionen individuelle Fische für den menschlichen Konsum getötet werden. Singer argumentiert, dass Effektive Altruisten, die sich für das Wohl von Tieren einsetzen wollen, die Massentierhaltung gegenüber populäreren, weniger vernachlässigten Problembereichen, wie dem Wohl von Haustieren, priorisieren sollten, da hier viel mehr Tiere betroffen sind, die auch stärker leiden als vernachlässigte Haustiere.
Die aus der Bewegung hervorgegangene Organisation Animal Charity Evaluators (ACE) evaluiert und vergleicht Wohltätigkeitsorganisation, die sich für Tiere einsetzen, auf Basis ihrer Kosteneffektivität und Transparenz. ACE legt dabei einen Fokus auf Organisationen, die an der Abschaffung der Massentierhaltung arbeiten.

### Ferne Zukunft und globale Katastrophenrisiken
Einige Effektive Altruisten vertreten die Position, dass die ferne Zukunft ethisch enorm wichtig sei, da die Anzahl zukünftiger Menschen und anderer Tiere diejenige aktuell lebender Wesen weit übersteige. Aus diesem Grund wird die Bedeutung der Bewegung des Longtermism und der damit verbundenen Verringerung existentieller Risiken, etwa Gefahren durch Biotechnologie, künstliche Superintelligenz, den Klimawandel und nukleare Kriege hervorgehoben und aktiv erforscht. Nicht alle Mitglieder der Bewegung nehmen die kontroversen Facetten des Longtermism an, wonach wir etwa heute schon das Wohl hypothetischer Personen in Millionen von Jahren in Betracht ziehen sollten, da sie moralisch mit lebenden Menschen gleichwertig seien. Unkontrovers ist aber die Annahme, dass die Vermeidung existenzieller Katastrophen ein vernachlässigtes Themenfeld ist, in das mehr Ressourcen fließen sollten.
Einige Organisationen, die mit der Bewegung des Effektiven Altruismus assoziiert sind, forschen aktiv an einer Minimierung dieser Risiken und Gefahren. Dazu gehören unter anderem das Future of Humanity Institute in Oxford, das Centre for the Study of Existential Risk in Cambridge, England und das Future of Life Institute in Cambridge, Massachusetts. Hinzu kommen das Center on Long-Term Risk, welches Forschung dazu betreibt, wie möglichst viel zukünftiges Leid verringert werden kann und das Machine Intelligence Research Institute, welches dazu forscht, wie die Sicherheit bei der Entwicklung fortgeschrittener künstlicher Intelligenz zu gewährleisten ist.

### Meta-Aktivismus
Teile der Bewegung betrachten indirekten Meta-Aktivismus als effektiven Ansatz in Kombination mit der direkten Lösung von Problemen. Darunter fallen das Fundraising für effektive Organisationen, der Aufbau der Bewegung des Effektiven Altruismus und die Erforschung effektiver Strategien zur Verbreitung sozialer Normen. Viele Effektive Altruisten argumentieren, dass Meta-Aktivismus als Multiplikator für soziale Wirkung genutzt werden kann, etwa wenn eine Fundraising-Organisation für jeden ausgegebenen Euro mehr als einen Euro für andere effektive Hilfsorganisationen sammelt.

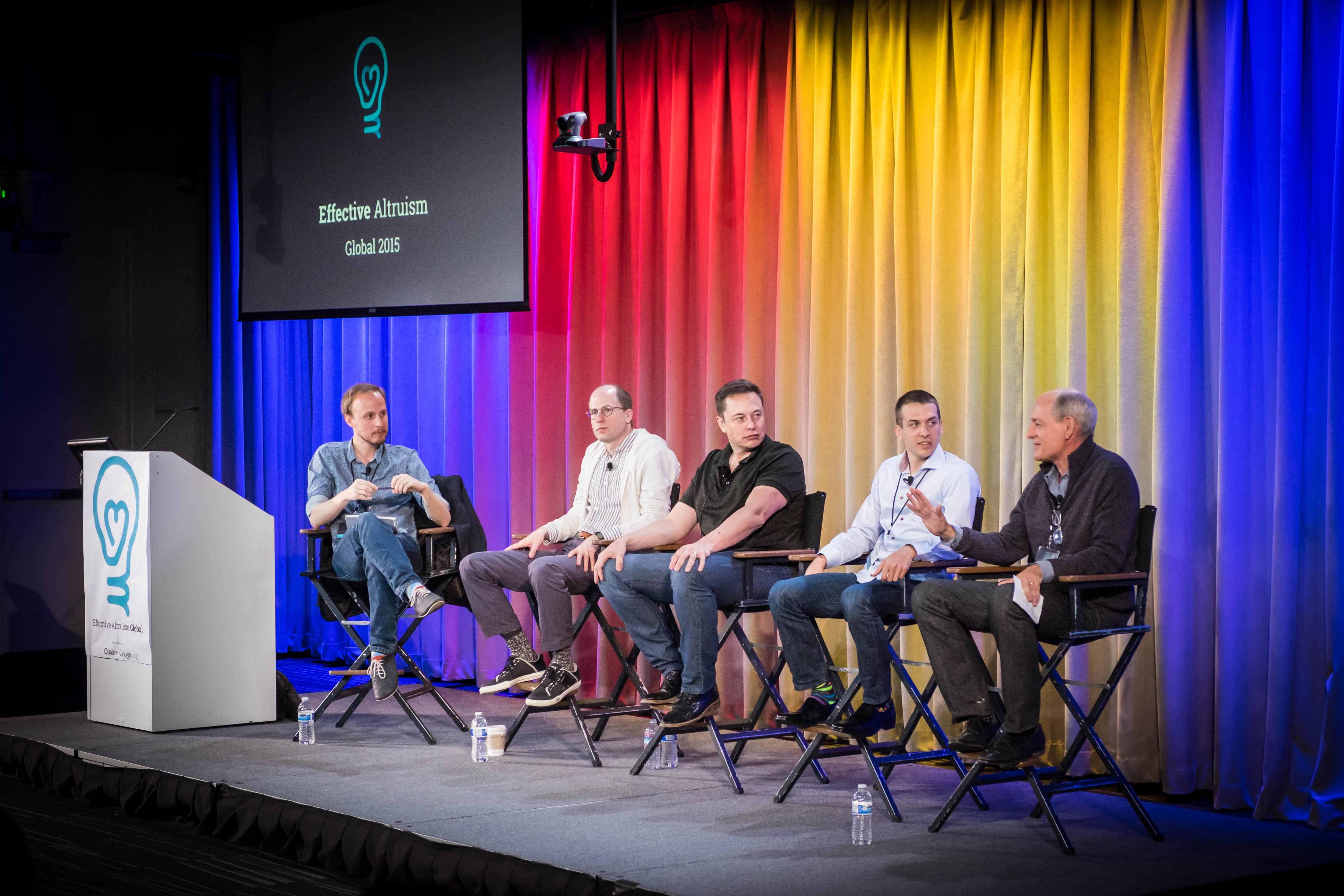
Paneldiskussion bei EA Global 2015 (v. l. n. r.: Moderator, Nick Bostrom, Elon Musk, Nate Soares, Stuart Russell)

Mehrere Organisationen haben sich explizit dem Meta-Aktivismus verschrieben, wobei diese Einteilung nicht immer eindeutig ist. Im englischsprachigen Raum zählt dazu das Centre for Effective Altruism (CEA) als Dachorganisation und Projektinkubator mit Sitz in Oxford. Mit dem CEA sind die von William MacAskill gegründeten Organisationen Giving What We Can und 80,000 Hours assoziiert. Giving What We Can will Menschen ermutigen, mindestens zehn Prozent ihres Einkommens für effektive wohltätige Zwecke zu spenden. Die dadurch entstandene internationale Gemeinschaft besteht 2025 aus über 9000 Menschen. Die Organisation 80.000 Hours untersucht Möglichkeiten der ethischen Karrierewahl. Sie berücksichtigt auch indirekte Arten einer ethischen Karriere, wie ein hohes Gehalt in einer konventionellen Karriere zu verdienen und einen Teil davon zu spenden, aber vor allem direktere Pfade, wie wissenschaftliche Forschung.

### Effektiver Altruismus im deutschsprachigen Raum
In Deutschland fördert der Effektiver Altruismus Deutschland e. V. (EAD) das Wachsen und Zusammenwachsen der Community. Der Verein veranstaltet z. B. Seminare und Konferenzen, führt Karriereberatung und Networking im deutschsprachigen Kontext durch und veröffentlicht Inhalte in deutscher Sprache. Unabhängig von EAD organisiert sich die Community in etwa 25 aktiven Lokalgruppen, die sich meist in größeren Städten finden.
Sehr ähnliche Zwecke erfüllen in Österreich der Verein zur Förderung des Effektiven Altruismus und in der Schweiz das Team von Effektiver Altruismus Schweiz, das rechtlich zur Genfer Lokalgruppe gehört. In beiden Ländern finden sich etwa fünf aktive Lokalgruppen.
Spendenberatung und steuerlich-absetzbare Spendenmöglichkeiten nach den Kriterien des Effektiven Altruismus bietet im deutschsprachigen Raum die Plattform Effektiv Spenden (ES) an. Es besteht ein hoher Grad der Überschneidung zwischen den empfohlenen Hilfsorganisationen von Giving What We Can (GWWC) und ES. Seit 2024 bietet ES zudem eine lokalisierte Version des GWWC 10 % Pledges an. ES unterhält neben ihrem Hauptsitz in Deutschland auch Niederlassungen in der Schweiz und in Österreich.

## Bekannte Befürworter aus der Wissenschaft

### William MacAskill (* 1987)
William MacAskill ist ein britischer Philosoph an der Universität Oxford, der die Bewegung des effektiven Altruismus mitbegründet hat. MacAskill veröffentlichte 2015 eine Einführung in den effektiven Altruismus mit seinem Buch Gutes besser tun: Wie wir mit effektivem Altruismus die Welt verändern können. Darüber hinaus hielt MacAskill 2018 einen TED Talk, in dem er die Grundlagen des effektiven Altruismus erklärt und für die Wichtigkeit der Reduzierung existentieller Risiken argumentiert. Seine Ansichten sind im 2023 auf Deutsch erschienenen Buch Was wir der Zukunft schulden: Warum wir jetzt darüber entscheiden, ob wir die nächste Million Jahre positiv beeinflussen ausführlich dargestellt.

### Toby Ord (* 1979)
Toby Ord ist ein Ethiker an der Universität Oxford. Er plädiert für konsequentialistische Ethik und beschäftigt sich mit der weltweiten Armut und Katastrophenrisiken. Gemeinsam mit William MacAskill gründete er 2009 die Organisation Giving What We Can. Ord lebt von 18.000 £ (27.000 $) pro Jahr und spendet den Rest seines Einkommens für wohltätige Zwecke. Im März 2020 wurde sein Buch The Precipice: Existential Risk and the Future of Humanity veröffentlicht.

### Peter Singer (* 1946)

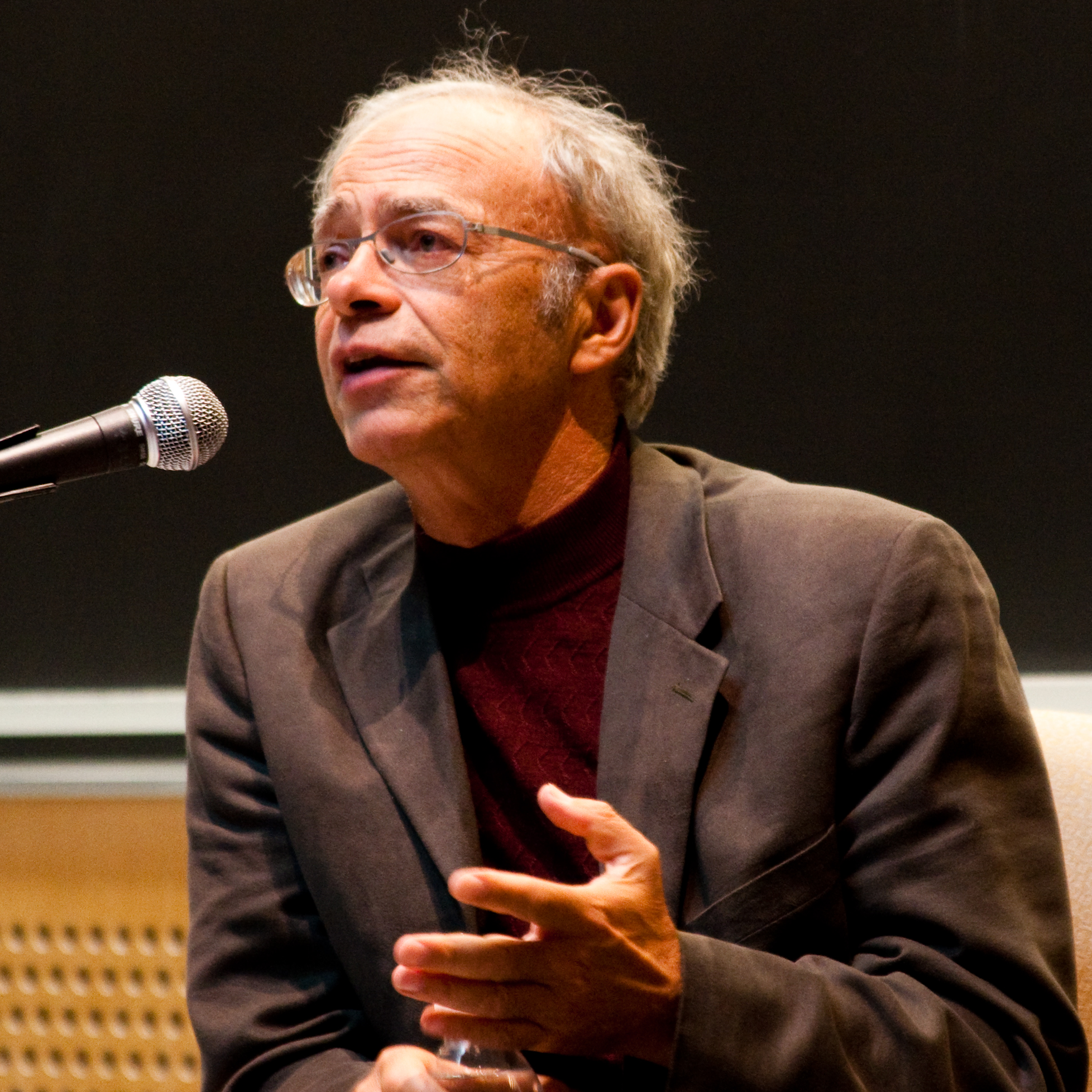
Peter Singer (2009)

Der Philosoph Peter Singer hat mehrere Werke über Effektiven Altruismus verfasst, darunter The Life You Can Save. Hierin argumentiert er, dass Menschen evaluieren sollten, wie sie ihre Spenden am effektivsten einsetzen können. In seinem Artikel Hunger, Wohlstand und Moral behauptet er, dass die Menschen die Pflicht haben, Menschen in Not zu helfen:
Wenn es in unserer Macht steht, etwas Schlimmes zu verhindern, ohne dabei etwas von vergleichbarer moralischer Bedeutung zu opfern, dann sollten wir moralisch verpflichtet sein, es zu tun.
Diese Behauptung illustriert er mit einem Gedankenexperiment, das in der akademischen Philosophie große Bekanntheit erlangt hat. Es lässt sich wie folgt zusammenfassen: Man stelle sich vor, man geht an einem flachen Teich vorbei und sieht, dass ein kleines Kind dabei ist, darin zu ertrinken. Sollte man hineinwaten und seine Kleider ruinieren, um das Kind zu retten? Das Gedankenexperiment soll im Leser die klare Intuition hervorrufen, dass man selbstverständlich ein paar Kleider opfern sollte, um ein Kind zu retten. Singer argumentiert, dass es moralisch keinen Unterschied machen sollte, ob einem das Kind vor den Augen ertrinkt, oder ob es tausende Kilometer entfernt im globalen Süden "ertrinkt", bzw. einen anderen, ebenso vermeidbaren Tod durch Krankheit oder Hunger stirbt. Wie man also verpflichtet ist, das Kind aus dem Teich zu ziehen und ein paar Kleider zu opfern, so ist man nach dieser Argumentation auch verpflichtet, etwas Geld zu spenden, um damit Menschen im Globalen Süden zu retten, z. B. vor einer vermeidbaren Malariainfektion.
Singer gründete die gemeinnützige Organisation The Life You Can Save, die dafür eintritt an besonders effektive Wohltätigkeitsorganisationen zu spenden. Singer selbst spendet mindestens 25 % seines Einkommens für wohltätige Zwecke und ist Mitglied von Giving What We Can.
Singers Bücher, allen voran Animal Liberation. Die Befreiung der Tiere hatten zudem großen Einfluss auf die Einschätzung vieler Effektiver Altruisten, wonach die Bekämpfung industrieller Massentierhaltung zu den wichtigsten Problembereichen zählt.

### Peter K. Unger (* 1942)
In seinem Buch Leben und sterben lassen präsentiert Peter K. Unger mehrere Argumente, dass die Menschen in der entwickelten Welt eine starke moralische Verpflichtung anderen gegenüber haben. Für seine Argumente nutzt er ähnliche Gedankenexperimente wie Peter Singer.

### Sonstige
Zu Befürwortern des Effektiven Altruismus außerhalb der akademischen Philosophie zählen die Unternehmer Dustin Moskovitz und Sam Bankman-Fried, die Autoren Sam Harris und Rudger Bregman, der Softwareentwickler Vitalik Buterin, sowie die Pokerspielerin Liv Boeree.

## Kritik und Diskussion
Eine lange Kritik von Ken Berger und Robert Penna von Charity Navigator an der Philosophie des Effektiven Altruismus wurde im November 2013 in der Stanford Social Innovation Review. veröffentlicht, im Dezember desselben Jahres eine Antwort von MacAskill.
Wiederholt wurde Earning to give kritisiert. David Brooks, Kolumnist der New York Times, argumentierte 2013, dass effektive Altruisten in diesen Berufen weniger altruistisch werden könnten und bestritt darüber hinaus mehrere Grundannahmen des EA. Nathan J. Robinson (Current Affairs) schrieb 2022, es sei stark zu bezweifeln, dass ein größerer Mehrwert durch höhere Einkünfte einem positiven Zweck zugeführt werden könne, als die in Kauf genommene Tätigkeit zur Verhärtung der problematischen Verhältnisse beitrage.
Die Bewegung hat die Kritik an Earning to Give weitgehend angenommen und die EA-verbundene Karriereberatung 80.000 Hours empfiehlt in ihrem Karriereratgeber Earning to Give nur noch unter spezifischen Umständen und nicht als beste Option.
Auch die Beschäftigung mit existentiellen Risiken und der von vielen EAs vertretene Longtermism werden kritisiert. 2015 schrieb Dylan Matthews, Journalist für die Website Vox, dieser Fokus sei teilweise durch die Zusammensetzung der Bewegung zu erklären, jedoch philosophisch nur schwer zu rechtfertigen. Der Philosoph Émile P. Torres übte 2022 heftige Kritik an einzelnen Aussagen von Philosophen, die dem EA nahestehen und den Longtermism befürworten. Die Informatikerin Timnit Gebru sagte, es sei sehr merkwürdig, dass zum Guten auch die Forschung an Allgemeiner künstlicher Intelligenz (AGI) gehöre, und vermutete ebenfalls die persönlichen Interessen von Anhängern des EA als Grund.